# Boktryckarbostaden, Skansen
Boktryckarbostaden är en kulturhistorisk och museal miljö på friluftsmuseet Skansen.  Den utgör en del av en skapad stadsmiljö kallad Boktryckargården i museets stadskvarter. Boktryckarbostaden inryms, tillsammans med Boktryckeriet, i en träbyggnad från Södermannagatan i Stockholm.

## Berättelsen
Boktryckarbostaden visar ett borgerligt hem på 1840-talet. Med hjälp av de fiktiva personer som kunde ha vistas i miljön, det nygifta och unga paret Henric och Beata, pigan Emilie och lärpojken Petter, berättar man om tiden, hur människor levde, umgicks och arbetade. Henric och Beata äger det intilliggande Boktryckeriet och publicerar en veckotidning ”Hwad nytt?”. Vid 1800-talets mitt etablerades många mindre landsortstidningar runt om i Sverige. Det var ett sätt att föra fram idéer och tankar som liberalism, demokrati, näringsfrihet och folkundervisning. Redaktionsarbetet sker i hemmet och kan beskådas på plats i Boktryckarbostaden. Förutom redaktionsarbetet och aktuella ämnen som tidningar och litteratur behandlade vid tiden berättar man även om vardagliga sysslor, sociala aktiviteter och det borgerliga livet i allmänhet.

## Bostaden
Boktryckarbostaden visar en sal, kammare och kök med handkammare inredda så som de kunde sett ut på 1840-talet. Tanken är ”att Skansens gäster ska få uppleva hur en borgerlig miljö från 1840 såg ut innan den bleks av tidens tand.”  Till hushållet hör också en innergård med nyttoträdgård och lusthus.

## Huset och dess historia på Skansen

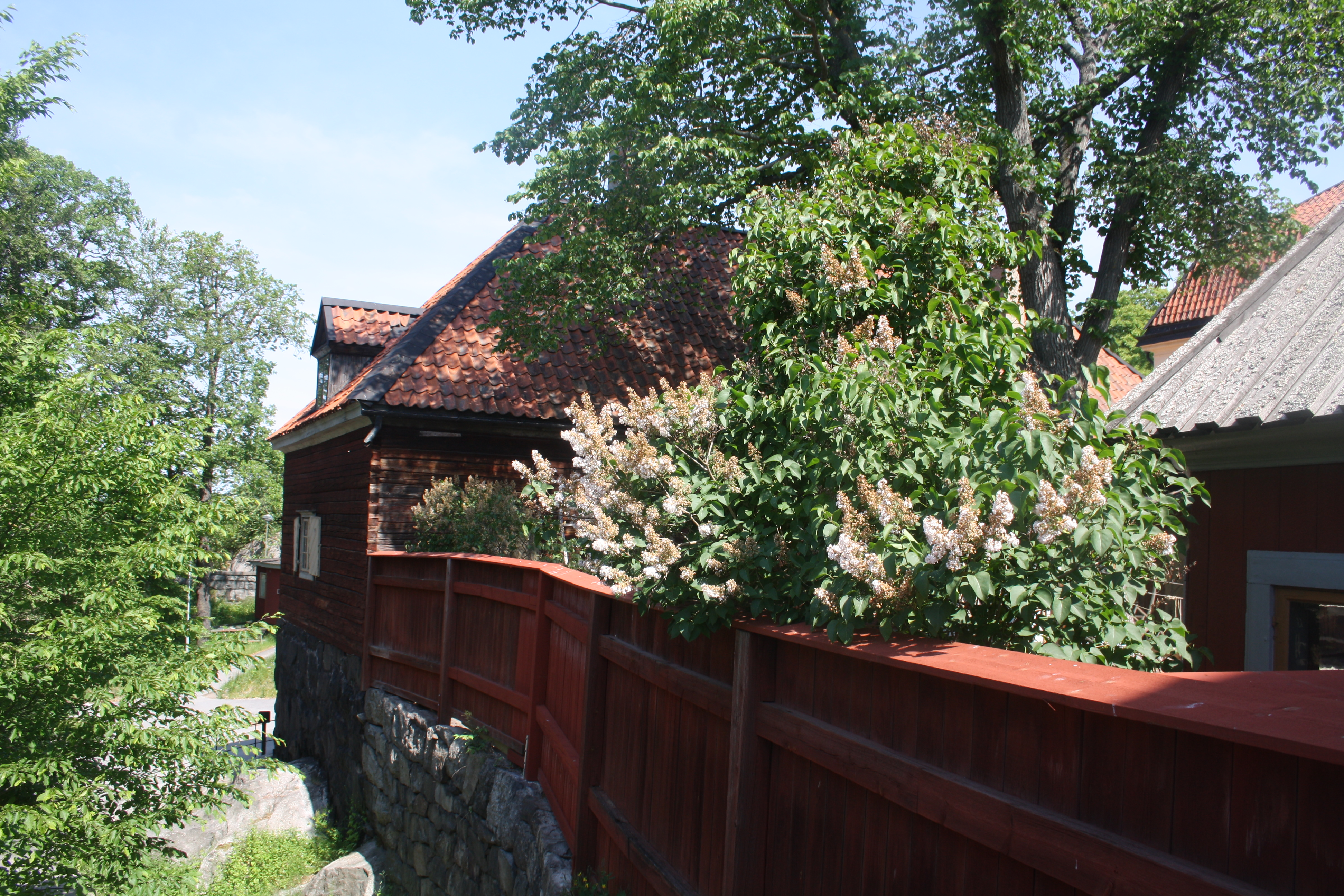
Boktryckeriets västra gavel, med innergård.

Huset är ett trähus i en våning, i karolinsk stil, med valmat tegeltak. Husets funktioner är uppdelat på bostad och tryckeri. Huset skänktes till Skansen 1929 av Johan Petterssons sterbhus.”  och uppfördes på den nuvarande platsen 1931-32. Flyttningen och uppförandet bekostades av Sveriges boktryckare och typografer. Huset byggdes ihop med en tillbyggnad som förband huset med huset bredvid (Huset från Bondegatan). Tidigare fanns även två dörrar mot gatan, vid uppförandet på Skansen sattes en dörr igen och ersattes med ett fönster.  Vid återuppförandet inreddes huset som en rekonstruktion av ett mindre Stockholmtryckeri vid tiden omkring 1830. För att nå tryckeriet gick man in via den tidigare nämnda tillbyggnaden, vilket man även gör idag. Tryckeriet består av officin och kontor. Officinen inrymmer både tryckeri och sätteri. Bostaden rekonstruerades efter äldre bouppteckningar från hökare och boktryckare. Salen inreddes med en enhetlig fast inredning i genomgående grön färgskala, som anspelade på ett inredningsmode från sent 1700-tal. Kammaren tapetserades med handmålade papperstapeter som rekonstruerats efter tapetprover från huset. I ungefär åttio år stod bostaden oförändrad på Skansen och blev så småningom väldigt sliten. Därför har bostadsdelen nyligen renoverats. Då uppfördes en mindre timmervägg i bostadens förstuga för att skapa en handkammare till köket. Majoriteten av rummen tapetserades med nytryckta tapeter, med hjälp av metoden vändspikning, och köket målades om. Boktryckarbostaden återöppnades för allmänheten 2012.

## Husets historia fram tills det uppfördes på Skansen

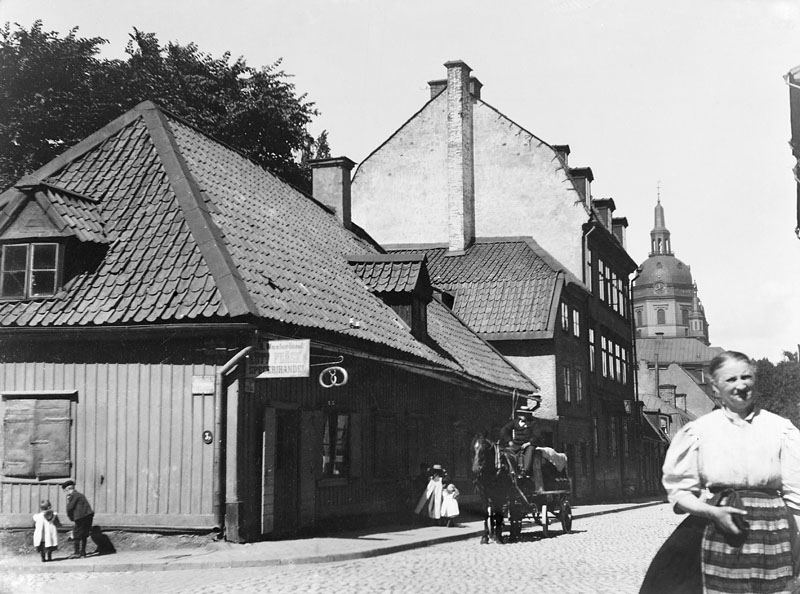
Gården vid Södermannagatan 10, på husets ursprungliga plats.

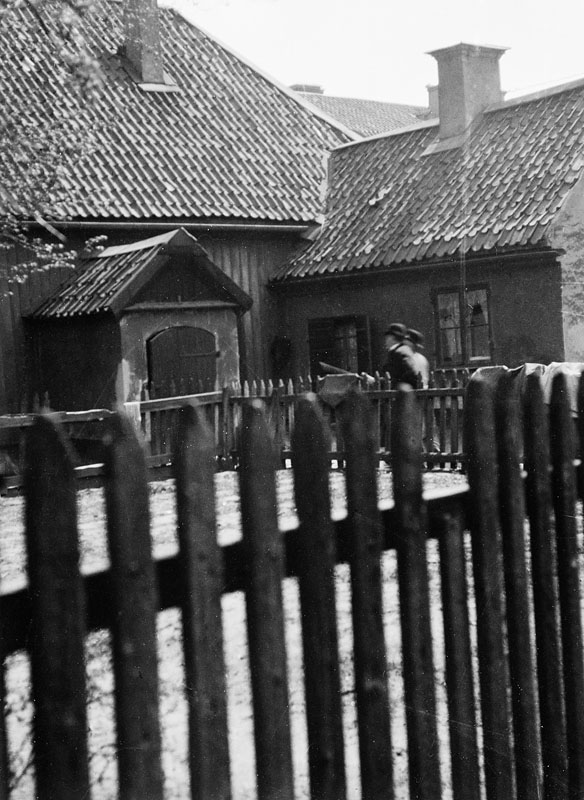
Gården vid Södermannagatan 10, på husets ursprungliga plats.

Huset uppfördes 1725 av hökaren Johan Pilzer efter ritningar av Johan Theulich. Huset nyttjades under lång tid som kombinerad hökarbod och bostad och var under en längre tid klätt med panel.
I samband med att nya bostadsområden växte upp kring Bondegatan på 1920- och 1930-talen revs ett stort antal byggnader, däribland Södermannagatan 10-12. Byggnaden skänktes till Skansen, märktes upp och revs under våren och hösten 1929.